# ایستگاه راه‌آهن زرند
ایستگاه راه‌آهن زرند یک ایستگاه راه‌آهن در شهر زرند، ایران است.
این ایستگاه که در سال ۱۳۵۰ در مسیر خط کاشان-بافق–زرند تأسیس شده اولین ایستگاه راه‌آهن ساخته شده در استان کرمان بوده‌است. در سال ۱۳۵۶ خط راه‌آهن از این ایستگاه به شهر کرمان ادامه پیدا کرده و به بهره‌برداری رسید.